# ميلان كيربر
ميلان كيربر (بالتشيكية: Milan Kerbr)‏ ولد في (6 سبتمبر عام 1967 أوهرسكه هراديشتيه التشيك - ) هو لاعب كرة قدم تشيكي، يلعب كمهاجم.

## روابط خارجية
- ميلان كيربر على موقع الاتحاد التشيكي (الإنجليزية)
- ميلان كيربر على موقع قاعدة بيانات كرة القدم.إي يو (الإنجليزية)
- ميلان كيربر على موقع بيانات كرة القدم. دي إي (الألمانية)
- ميلان كيربر على موقع ناشيونال فوتبول تيمز (الإنجليزية)
- ميلان كيربر على موقع عالم كرة القدم.نت (الإنجليزية)